# Карл Микел
Карл Микел (на немски: Karl Mickel) е немски поет, белетрист, драматург, есеист и преводач.

## Биография и творчество
Карл Микел е роден в Дрезден в работническо семейство.
Микел следва икономически науки в Източен Берлин, става научен сътрудник, редактор на сп. „Юнге Кунст“, а по-късно асистент в Берлинския икономически институт. Участва в ръководството на Брехтовия театър „Берлинер ансамбъл“ и впоследствие става професор в берлинския Висш институт за театрално изкуство „Ернст Буш“.
Карл Микел публикува стихотворения, школувани от образци на античната и старата немска поезия, но с ярка социална и политическа насоченост – стихосбирката „Хвалебни стихове и обругавания“ (1963). Формалната чистота и изразеният интелектуализъм на поезията му стават причина за остри дискусии в културната преса на ГДР. Микел публикува (по примера на Данте) и стихосбирката „Vita nova mea“ [Моят нов живот] (1966), която се разполага в границите между интимната любовна лирика и историческия портрет, между дребнавото всекидневие и диалектическото напрежение между съвременния човек и природата. Заедно с Адолф Ендлер издава оспорваната поетическа антология „В тази по-добра страна“ (1966). Следват стихосбирките „Ледников период“ (1975), „Желязна ера“ (1975), „Одисей в Итака. Стихове 1957-74“ (1976), „Мотек казва“ (1990), „Палимпсест“ (1990), романът „Приятелите на Лахмунд“ (1991), сборникът с разкази „Из другия свят“ (1998), стихосбирката „Часът на духовете“  (1999), „Съчинения в шест тома“ (2000) и посмъртно издадената поетическа книга „Посещението“ (2003).

## Награди и отличия
- 1978: „Награда Хайнрих Ман“ на Берлинската академия на изкуствата
- 1997: Wilhelm-Müller-Preis des Landes Sachsen-Anhalt
- 1998: „Награда Кристиан Вагнер“